# جاهد قايا أوغلي
جاهد قايا أوغلي (بالتركية: Cahit Kayaoğlu)‏ (ولد سنة 29 ديسمبر 1974 في معمورة العزيز في تركيا- ) ممثل تركي، اشتهر في مسلسل وادي الذئاب.

## أعماله
- مسلسل وادي الذئاب. ابتداءً من الجزء الرابع